# Peach Girl
Peach Girl (ピーチガール Pīchi Gāru?) es una serie de manga escrita e ilustrada por Miwa Ueda, el cual fue también adaptado al anime. La serie de anime consta de 25 capítulos. Su argumento trata de una chica llamada Momo Adachi, que debido a que tiene la piel de un tono oscuro y el pelo rojizo, es tratada como una chica fácil.

## Argumento
Momo Adachi es una adolescente completamente opuesta al ideal de belleza japonés. Es morena, alta, de complexión atlética, con los ojos grandes y, a causa de haber pertenecido al equipo de natación, tiene la espalda ancha y un pelo estropeado y decolorado por el cloro. Por todo ello Momo no sólo se siente acomplejada, sino que es juzgada por el resto de sus compañeros, que no ven más allá de su apariencia. Y es que, aunque tenga aspecto de chica fácil, es completamente todo lo contrario, y debe enfrentarse a un sinfín de malentendidos a causa de su aspecto…
La única que se acerca a ella es Sae Kashiwagi, quien es la viva imagen del prototipo de belleza. Aunque al principio todo parecía marchar bien para Momo, pronto se da cuenta de que escogió a la peor persona como amiga para pasar su vida en el instituto, pues Sae comienza a copiar todo lo que lleva, los mismos calcetines, los mismos pasadores y los mismos zapatos, solo para opacarla y hacerle ver que todo lo que tiene puesto se ve mejor en ella. Incluso se compra las bolsas o los accesorios que le gustan a Momo para que ella no los tenga.
Momo tiene un único amor, Kazuya Tôujigamori, compañero de clase y amigo de Momo desde secundaria. Y ya que comienza a conocer a Sae como realmente es, de lo menos que quiere que se entere, es de quien está enamorada. Momo intenta despistar a su aparente amiga diciéndole que quien en realidad le gusta es Kairi Okayasu, un chico que señaló al azar en el pasillo y quien resultó ser el mujeriego del instituto. Eso solo agrava el problema pues Momo no se imaginaba que Okayasu acabaría persiguiéndola por todo el instituto e involucrándola en problemas más graves de los que ella imaginaba.
A través de la historia la protagonista es víctima de una serie de malentendidos, falsos rumores, un triángulo amoroso y un huracán de sentimientos que no harán más que confundirla a ella y a los que están a su alrededor, desde el primer hasta el último de los capítulos.

## Personajes
Momo Adachi (安達 もも Adachi Momo?)
Seiyū: Saeko Chiba
Es una chica alegre y divertida, de carácter fuerte y muy leal con sus sentimientos. Es muy insegura en cuanto a su aspecto físico, sobre todo con su tono de piel. Desde que estaba en secundaria Momo se siente atraída por un chico de su misma edad, Tôujigamori (apodado Touji) sin embargo ella se desilusiona debido a que una compañera de colegio le comenta que a él no le gustan las muchachas de piel morena. Por lo mismo, ésta se propone a buscar la manera de aclarar su piel, evitando el sol, ponerse ropa que la cubra y con mucho protector solar, todo para que logre tener la seguridad que necesita y confesarle su amor. Sin embargo debido a una serie de malentendidos salta hacia ella otro personaje Kairi Okayasu, un chico muy guapo que es conocido por su constante ligue con las chicas. Ya que este menciona que Momo es la clase de chicas que le gustan, comienza a perseguirla constantemente y mostrándole todo su amor, lo que hace que ella pierda la cabeza y actúe con violencia hacia él. Después de que esta confiesa a Okayasu de que está enamorada de Touji, este y Sae los escuchan y es cuando Touji decide declararse igualmente, pues después de todo el también estaba enamorado de ella. A pesar de que comienzan una relación muy feliz, no es estable debido a las constantes intervenciones de Sae. Momo encuentra refugio ante los brazos de Kairi, que después de romper con Touji termina enamorada de él, sin embargo Kairi también carga con problemas, que afectaran su relación y de lo cual Momo tendrá que cargar con ello también.
Su cumpleaños es el 22 de abril.
Kazuya Toujigamori (東寺ヶ森 一矢 Tōjigamori Kazuya?)
Seiyū: Hidenobu Kiuchi
Un chico muy guapo, con una gran estatura, serio, y amable. Compañero de Momo desde la secundaria, siempre tiende a actuar con un poco de frialdad, sin embargo sabe cuando y en que momento demostrar sus sentimientos. A pesar de tener la apariencia de un hombre fuerte y decidido, es un chico muy tímido, que se avergüenza por todo, también es una persona muy influenciable y muy poco seguro sobre lo que debería hacer en cada momento, sobre todo en los temas amorosos. Vive enamorado de Momo, tanto así que se deja chantajear por Sae, dándole un punto final a su relación, para que esta no la perjudique de por vida.
Kairi Okayasu (岡安 浬 Okayasu Kairi?)
Seiyū: Kenichi Suzumura
Tal vez el personaje más divertido de la serie. Kairi es un chico igual de guapo que Touji, solo que al contrario de él, muy extrovertido, alegre, y divertido, sabe desenvolverse con mucha facilidad en cualquier situación llevando siempre una sonrisa en el rostro. Desde el principio pone en claro que le gusta Momo, y la acosa constantemente, lo cual ella lo tacha de un pervertido y un idiota, dándose cuenta más tarde que realmente es una buena persona y que se preocupa mucho por ella, intentando alegrarle el día en sus momentos más depresivos. Al principio, este no se preocupaba por la relación que tuviera ella con Touji, pues le alegraba verla feliz con él, incluso supo ayudarle con los problemas que Sae ocasionaba en su relación. Más tarde, cuando Momo termina con Touji, este sale con ella, y parece que todo va bien desde ese entonces. Sin embargo Kairi lleva traumas desde muy pequeño gracias a su hermano Ryo, haciendo que se sintiese muy desdichado y repudiado todo el tiempo. El carga con la herida de un amor platónico muy fuerte que le impide decidirse entre Momo y ese amor.
Sae Kashiwagi (柏木 さえ Kashiwagi Sae?)
Seiyū: Megumi Nasu
La antagonista principal de la serie. Con un cuerpo pequeño y delgado, una piel blanca y tersa, y unos ojos muy grandes y brillantes, Sae se convirtió en la número uno de las chicas más lindas del instituto. Manteniendo una apariencia, amable, hermosa y delicada a nadie le pasa por la cabeza el verdadero demonio que esconde en su interior. En realidad, Sae es una chica egoísta, manipuladora, narcisista, arrogante y muy pícara. Sintiéndose superior a todos los demás, busca que nadie la tire de su trono. Se juntó con Momo al principio de clases, ya que al igual que ella no tenía amigas, pero Momo fue descubriendo la persona que en realidad es. Siempre buscan la forma para que Momo se sienta inferior a ella y usa métodos chantajistas, y manipuladores para acabar con su reputación y quedarse con todo lo que ella desea y le hace feliz, incluyendo a Touji. Después de un tiempo, se descubre que las verdaderas intenciones de Sae son más profundas de lo que aparentan, pues ya que ella en el fondo no es una persona feliz, vive celosa de los que son felices a su alrededor e intenta por todos los medios de robar esa felicidad y sentirse bien consigo misma. Poco a poco, Sae va tomando consciencia de sus acciones, y termina convirtiéndose en una buena persona y verdadera amiga de Momo, quien a pesar de todo lo que hace, la perdona.
Ryo Okayasu (岡安 涼 Okayasu Ryō?)
Seiyū: Sho Hayami
Es el atractivo hermano mayor de Kairi. Se muestra en la historia como una persona muy parecida a Sae, es decir, alguien envidioso que busca robarle la felicidad a los demás, en este caso a su propio hermano, a quien en varios ocasiones le ha robado las novias, como lo intento con Momo pero afortunadamente falló. Es un personaje bastante complejo, ya que también se puede apreciar el amor que le tiene a su hermano y en especial a Misao, su excompañera de universidad, con la que no ha logrado concretar algo, ya que según dice, "no puede tocar a la persona que ama".
Misao Aki (安芸 操  Aki Misao?)
Seiyū: Mami Kingetsu
Es la enfermera del instituto en donde estudian los demás. Aunque al principio no resulta tener gran relevancia en la serie, después se hace saber lo mucho que influyo en el pasado de Kairi y lo cual más tarde complicó la relación que tenía con Momo. Es una persona alegre, dulce, guapa y de buen corazón. Ve a Kairi como un hermano y a su hermano Ryo como su más grande amor, amor que luego se desvanece al descubrir su "verdadera personalidad".
Goro Oji (大路 吾郎 Ōji Gorō?)
Seiyū: Junichi Suwabe
Él es llamado Jigoro (ジゴロー Jigorō), es un modelo masculino que está enamorado de Sae sin darse cuenta de su verdadera personalidad. Ella lo utiliza en sus tramas contra Momo.
Morika
Seiyū: Miho Yamada
Es una joven que alguna vez salió con ambos hermanos Okayasu, Morika tiene un resentimiento contra Ryo y tratará de usar a Kairi contra él.

## Media

### Anime

#### Lista de episodios
| # | Título | Estreno               |
| --- | --- | --------------------- |
| 1 | «Huracán de amor!» «Love Hurricane!» (ラブ・ハリケーン！)                                                        | 8 de enero de 2005    |
| 2 | «Beso trampa!» «Trap Kiss!» (トラップ・キス！)                                                                   | 15 de enero de 2005   |
| 3 | «¿Hasta donde vas a llegar Super Sae?» «Koko Made Yaru!? Super Sae» (ここまでやる!? スーパーさえ)                | 22 de enero de 2005   |
| 4 | «Declaraciones tormentosas» «Kiyoku Tadashii Hakyou Sengen» (清く正しい破局宣言)                                 | 29 de enero de 2005   |
| 5 | «La competición de natación de las olas rojas ardientes» «Shakunetsu Dotou no Suiei Taikai» (灼熱怒涛の水泳大会) | 5 de febrero de 2005  |
| Momo ha sido seleccionada para 9 pruebas de natación , Sae ve que todos la están animando y planea romperle el traje de baño ella va más lento entonces todos comienzan a gritarle y tratarla mal. | |                       |
| 6 | «Muerte súbita» «Gekitotsu! Koi no Sudden Death» (激突！恋のサドンデス)                                          | 12 de febrero de 2005 |
| Kairi planea que Touji se entere como es verdaderamente Sae lo cual consigue , Momo se mete en problemas al darle una cachetada a Sae y la obligan a arrodillarse , Kairi comprueba si Touji realmente quiere a Momo encerrándolo logra escaparse Sae queda al descubierto. | |                       |
| 7 | «Una señal de amor» «Tsukanoma no Love Sign» (つかのまのＬＯＶＥサイン)                                          | 19 de febrero de 2005 |
| Touji se ha cortado el cabello ya han pasado las vacaciones de verano llegan unas estudiantes de segundo para pedirle que se unan al club de natación , Momo se entera de que Kairi la ayudó con dar al descubierto a Sae comienza a sentir cosas por Kairi , Touji y Momo se inventan un gesto para decir me gustas , Momo comienza a ser buena con Sae por amabilidad , Sae conoce a Jigoro él se enamora de ella y vuelve a ser como antes a "Resucitado" según Sae. | |                       |
| 8 | «Black Girl» «Black Girl» (ブラックガール)                                                                       | 26 de febrero de 2005 |
| Sae se ha vuelto famosa por estar saliendo con Jigoro y presume constantemente de eso , quiere que ella le tenga envidia pero ocurre lo contrario Sae tiene envidia de Momo por sus buenos sentimientos y el amor entre Touji y Momo se imagina que para ser mejor que ella necesita a Touji y rompe con Jigoro. | |                       |
| 9 | «Operación destrucción del amor verdadero» «Junai Hakai Kousaku» (純愛破壊工作)                                  | 5 de marzo de 2005    |
| Touji le dice que no habrá nadie en su casa hasta el anochecer para celebrar el cumpleaños de Momo , se pone muy nerviosa pero le prepara una cena sorpresa regalando un perfume muy bonito Sae planea separar a Momo y Touji poniéndoles una trampa | |                       |
| 10 | «La crisis Peach» «Peach Crisis» (ピーチクライシス)                                                              | 12 de marzo de 2005   |
| Después de lo que le paso a Momo , Kairi decide vengarse de Sae se lo cuenta todo a Touji y Momo , ella decide ayudarla antes de que le pueda pasar algo , Sae decide destruir la relación entre Momo y Touji con una foto que le tomo a Momo cuando estaba con Jigoro , al final lo consigue. | |                       |
| 11 | «Una ruptura irreconciliable» «Setsuna Sugiru Wakare» (切なすぎる別れ)                                           | 19 de marzo de 2005   |
| Momo está destruida al ver que Touji y Sae comienzan a salir , cuando Touji besa a Sae delante de Momo ella sospecha que Sae hizo algo a Touji cuando comienza a portarse mal con ella , Kairi intenta animarla llevándola de compras. | |                       |
| 12 | «¿Ha florecido el melocotón?» «Momo no Hana, Saita?» (ももの花、咲いた？)                                        | 26 de marzo de 2005   |
| Momo parece mucho más contenta y va a la excursión con sus compañeros se lleva mucho mejor con Kairi , como siempre Sae le tiende una trampa a Momo y hace que ella se pierda sin que sus amigos se den cuenta , Kairi encuentra a Momo y se besan ella está dudando de lo que siente , plantan una semilla de melocotón los dos y florece después de una semana cosa que es mentira lo planto Kairi.                                                                   | |                       |
| 13 | «Una exnovia muy oportuna» «Shougeki! Moto Kano Rannyuu!?» (衝撃！元カノ乱入!?)                                  | 2 de abril de 2005    |
| La relación entre Momo y Kairi va mejor pero cuando ellos están juntos aparece un auto amarillo es la exnovia de Kairi la cual crea muchos celos en Momo , cuando Momo le quiere dar un regalo Morika esta con Kairi y los escucha quedando para verse en otro lugar. | |                       |
| 14 | «El hombre que invoca a las tormentas» «Arashi wo Yobu Otoko» (嵐を呼ぶ男)                                       | 9 de abril de 2005    |
| Momo va al lugar donde Morika esta con Kairi toca la puerta de su habitación y el hermano de Kairi , Ryo , se inventa un montón de historias he intenta salir con Momo , como lo ha hecho siempre ya que él es igual que Sae manipulador y egoísta. | |                       |
| 15 | «¿A quién amas de verdad?» «Honmei wa Dare?» (本命は誰？)                                                        | 16 de abril de 2005   |
| Parece que la chica de la foto no es Morika la que verdaderamente es Misao la enfermera del instituto que quiere todavía. | |                       |
| 16 | «La llama del amor resurge del abismo» «Don Soko no Koi no Yukue» (どん底の恋の行方)                             | 23 de abril de 2005   |
| Kairi quiere disculparse con Momo pero ella no quiere y Touji le da un consejo , y le cuenta todo sobre su amor hacia Misao , rompe con ella en ese instante llega Touji y consuela a Momo. | |                       |
| 17 | «Directo hacia el verdadero amor» «Junai Icchokusen!» (純愛一直線！)                                             | 30 de abril de 2005   |
| 18 | «Tentación de verano» «Manatsu no Yuuwaku» (真夏の誘惑)                                                          | 7 de mayo de 2005     |
| 19 | «Un puzle de sentimientos» «Kimochi no Puzzle» (キモチのパズル)                                                  | 14 de mayo de 2005    |
| 20 | «Una noche de tormenta» «Arashi no Ichiya» (嵐の一夜)                                                            | 21 de mayo de 2005    |
| 21 | «El amor vuelve pero avisa» «Koi no Sainen Chuuihou» (恋の再燃注意報)                                            | 28 de mayo de 2005    |
| 22 | «Un amor imaginario» «Nounai Renai» (脳内恋愛)                                                                   | 4 de junio de 2005    |
| 23 | «Frente a una elección» «Tsukitsukerareta Sentaku» (突きつけられた選択)                                          | 11 de junio de 2005   |
| 24 | «La verdad de la despedida» «Sayonara no Shinjitsu» (サヨナラの真実)                                             | 18 de junio de 2005   |
| 25 | «¡El último huracán!» «Last Hurricane!» (ラスト・ハリケーン！)                                                   | 25 de junio de 2005   |

## Recepción
En 1999, Peach Girl ganó el Premio de Manga Kōdansha al mejor shōjo.